# Flyttjorna, Kristinestad
Flyttjorna är öar i Finland. De ligger i Bottenhavet och i kommunen Kristinestad i landskapet Österbotten, i den västra delen av landet. Öarna ligger omkring 100 kilometer söder om Vasa och omkring 300 kilometer nordväst om Helsingfors.
Arean för den av öarna koordinaterna pekar på är 1,4 hektar och dess största längd är 210 meter i sydöst-nordvästlig riktning. Runt Flyttjorna är det glesbefolkat, med 11 invånare per kvadratkilometer. Närmaste större samhälle är Kristinestad, 8,8 km norr om Flyttjorna.